# 古尔格
古尔盖（法語：Gourgue，法語發音：[ɡuʁɡ]）是法国上比利牛斯省的一个市镇，属于巴涅尔德比戈尔区。

## 地理
古尔格（43°8'9"N, 0°15'49"E）面积1.53 平方千米，位于法国奧克西塔尼大區上比利牛斯省，该省份为法国西南部内陆省份，北至热尔省，西接大西洋比利牛斯省，南与西班牙接壤，东临上加龙省。
与古尔格接壤的市镇（或旧市镇、城区）包括：里科、阿尔蒂格米、谢勒-斯普、莫沃赞。

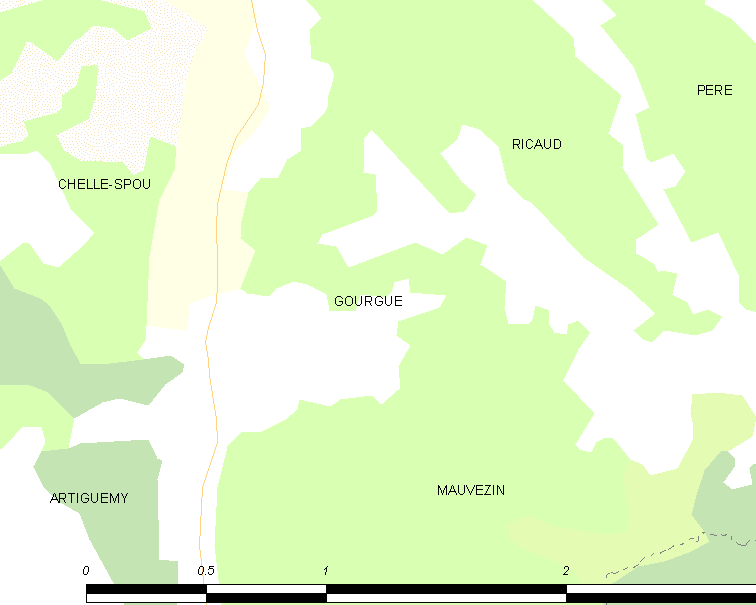
古尔格的OSM定位图

古尔格的时区为UTC+01:00、UTC+02:00（夏令时）。

## 行政
古尔格的邮政编码为65130，INSEE市镇编码为65207。

## 政治
古尔格所属的省级选区为阿罗斯河与巴伊斯河谷县。

## 人口

1962-2008年间古尔格人口变化图示

古尔格于2022年1月1日时的人口数量为60人。